# Estação Barranca del Muerto
A Estação Barranca del Muerto é uma das estações do Metrô da Cidade do México, situada na Cidade do México, seguida da Estação Mixcoac. Administrada pelo Sistema de Transporte Colectivo, é uma das estações terminais da Linha 7.
Foi inaugurada em 19 de dezembro de 1985. Localiza-se no cruzamento da Avenida Revolución com a Rua Cóndor. Atende os bairros Campestre e Guadalupe Inn, situados na demarcação territorial de Álvaro Obregón. A estação registrou um movimento de 14.508.378 passageiros em 2016.